# Indagrypon raoi
Indagrypon raoi là một loài tò vò trong họ Ichneumonidae.